# Berlin (Jamie-Lee)
Berlin è l'album di debutto della cantante tedesca Jamie-Lee, pubblicato in tutto il mondo il 29 aprile 2016.
L'album è stato anticipato dal singolo Ghost che le ha permesso di vincere la quinta stagione del talent show The Voice of Germany e, in seguito alla sua partecipazione al programma Unser Lied für Stockholm, anche di rappresentare la Germania nella finale a ventisei dell'Eurovision Song Contest 2016, dove si è classificata ultima. Berlin ha raggiunto al suo picco la diciottesima posizione della classifica tedesca degli album della Media Control Charts e successivamente alla sua uscita, a maggio, è stato estratto come secondo singolo ufficiale la sesta traccia, Wild One, la quale però non ha ottenuto grande successo, rimanendo all'esterno della Top 100 settimanale.

## Tracce
1. Ghost – 3:53
2. Lions Heart – 3:37
3. Mine – 3:44
4. Berlin – 2:48
5. Home – 3:33
6. Wild One – 3:28
7. The Hanging Tree – 2:23
8. Visions – 4:23
9. Remember the Rain – 3:27
10. Last Dance – 3:12

## Classifiche
| Classifica (2015) | Posizione massima |
| ----------------- | ----------------- |
| Germania          | 18                |